# Courses de chevaux de Sanlúcar de Barrameda

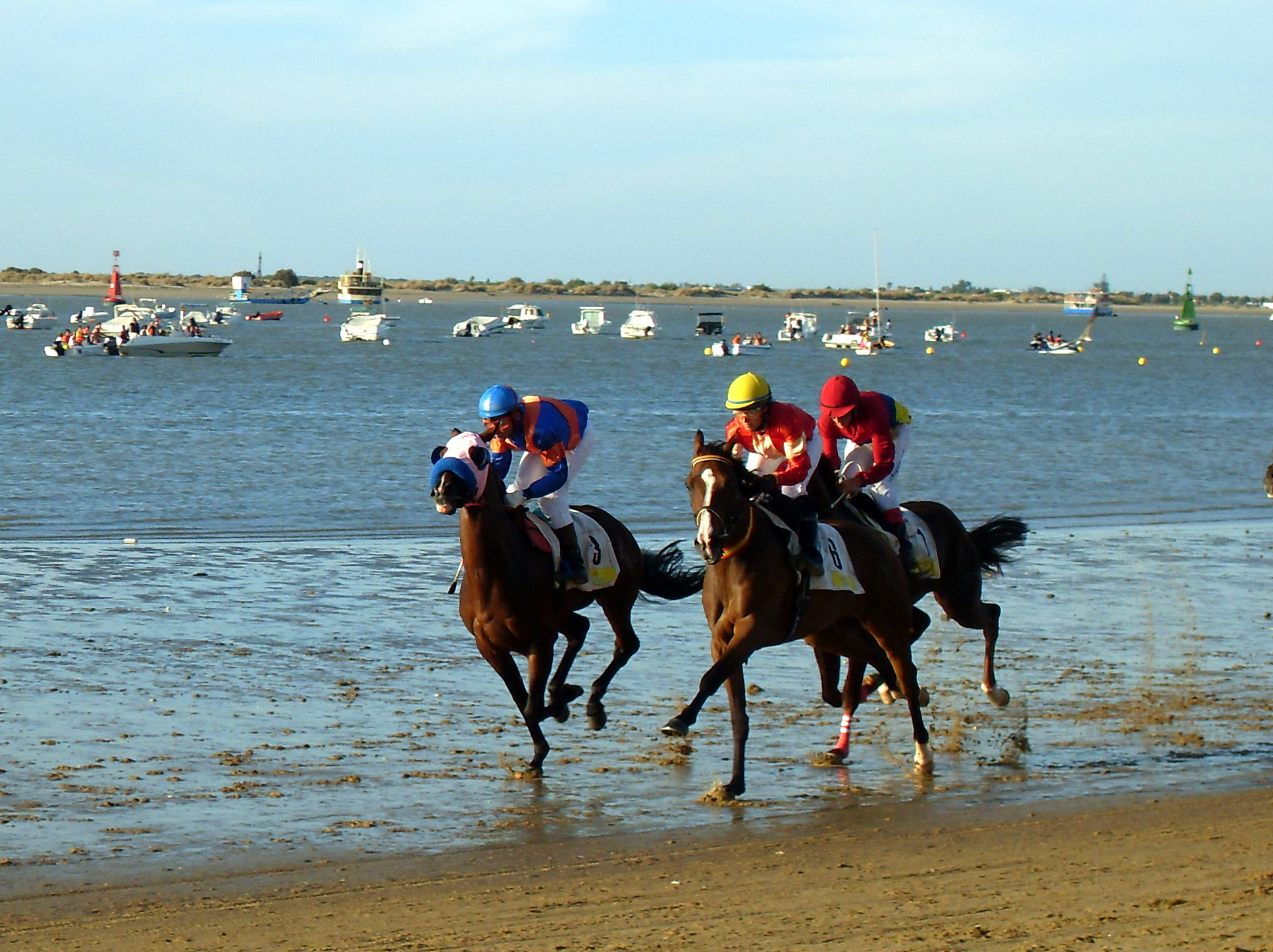
Course de chevaux de Sanlúcar en 2009.

Les courses de chevaux de Sanlúcar sont une compétition hippique célébrée annuellement sur la plage de la commune espagnole de Sanlúcar de Barrameda, dans la province andalouse de Cadix.

## Présentation
Elle est organisée par la Sociedad de Carreras de Caballos de Sanlúcar de Barrameda, ainsi que par la mairie de la ville. Il s'agit des deuxièmes courses de chevaux de style anglais à avoir été règlementées en Espagne. Les premières furent celles d'Alameda de Osuna, qui n'eurent lieu qu'en 1835, 1843 et 1849. Par conséquent, les courses de Sanlúcar, dont la première édition a eu lieu en 1845, sont les plus anciennes des courses encore existantes dans le pays.
Les courses de Sanlúcar sont déclarées « fête d'intérêt touristique » tant au niveau andalou, que national et international. Elles font partie du circuit hippique espagnol, aux côtés des courses de Saint-Sébastien, Séville, Mijas et Dos Hermanas. 